# Дуб «Велетень»
Дуб «Ве́летень» — вікове дерево, ботанічна пам'ятка природи місцевого значення в Україні. Зростає поблизу села Рай Тернопільського району Тернопільської області, у кварталі 24, виділі 2 Бережанського лісництва Бережанського державного лісомисливського господарства, у межах лісового урочища «Рай».

## Історія
Оголошено об'єктом природно-заповідного фонду рішенням виконкому Тернопільської обласної ради від 28 грудня 1970 року № 829 з назвою «Дуб Петра Першого». Перейменований на «Дуб «Велетень» рішенням № 2009 п'ятого скликання 52 сесії Тернопільської обласної ради від 15 жовтня 2015 року.
Площа — 0,02 га. Перебуває у віданні Бережанського державного лісомисливського господарства. 
Під охороною — 450-річний дуб діаметром 172 см. Цінний в історичному, науково-пізнавальному, та естетичному значеннях. Зростає у межах Раївського парку.